# استارشیپ (هواپیما)
استارشیپ (به انگلیسی: The Starship) یک هواپیمای ساختِ بوئینگ در کشور ایالات متحده آمریکا است. نخستین استفاده‌کنندهٔ این هواپیما لد زپلین بوده‌است.